# 瑠辺斯岳
瑠辺斯岳（るべすだけ）は、北海道の斜里郡斜里町と標津郡標津町の2町にまたがる標高659.0mの山である。山頂には二等三角点「瑠辺斯岳」が設置されている。

## 概要
知床連峰を構成する山で、根北峠を挟んで斜里岳と対峙する。根北峠はかつて国鉄根北線が通る予定だったが途中で計画は中止になり建設は越川橋梁まで、駅は越川駅まで開業したのち1970年に廃線化、根北峠に線路が通ることはなかった。
山名はアイヌ語「ルペシペ（山越えしていく路）」に由来するが、北見市（留辺蘂）や美瑛町（瑠辺蘂）にも同じ地名があったことからこの字が当てられた。

## 登山
登山道がないため主に残雪期に登られる。主なルートは根北峠の駐車スペースから瑠辺斯岳へ稜線伝いに登るルートである。